# Phrynidius echinoides
Phrynidius echinoides är en skalbaggsart som beskrevs av Stefan von Breuning 1940. Phrynidius echinoides ingår i släktet Phrynidius och familjen långhorningar. Inga underarter finns listade i Catalogue of Life.